# Ekeby socken, Skåne
Ekeby socken i Skåne ingick i Luggude härad, ingår sedan 1974 i Bjuvs kommun och motsvarar från 2016 Ekeby distrikt.
Socknens areal är 33,05 kvadratkilometer varav 32,94 land. År 2000 fanns här 3 382 invånare. Godset Gedsholm samt tätorten Ekeby med sockenkyrkan Ekeby kyrka ligger i socknen.

## Administrativ historik
Socknen har medeltida ursprung. 
Vid kommunreformen 1862 övergick socknens ansvar för de kyrkliga frågorna till Ekeby församling och för de borgerliga frågorna bildades Ekeby landskommun. Landskommunen uppgick 1974 i Bjuvs kommun.
1 januari 2016 inrättades distriktet Ekeby, med samma omfattning som församlingen hade 1999/2000.
Socknen har tillhört län, fögderier, tingslag och domsagor enligt vad som beskrivs i artikeln Luggude härad. De indelta soldaterna tillhörde Norra skånska infanteriregementet, Rönnebergs kompani.

## Geografi
Ekeby socken ligger öster om Helsingborg. Socknen är en odlad slättbygd mer kuperad i nordost.

## Fornlämningar
En boplatser och lösfynd från stenåldern är funna. Från järnåldern finns en domarring.

## Namnet
Namnet skrevs 1353 Ekby och kommer från kyrkbyn. Namnet innehåller ek och by, 'gård; by'..